# Tiendas Extra

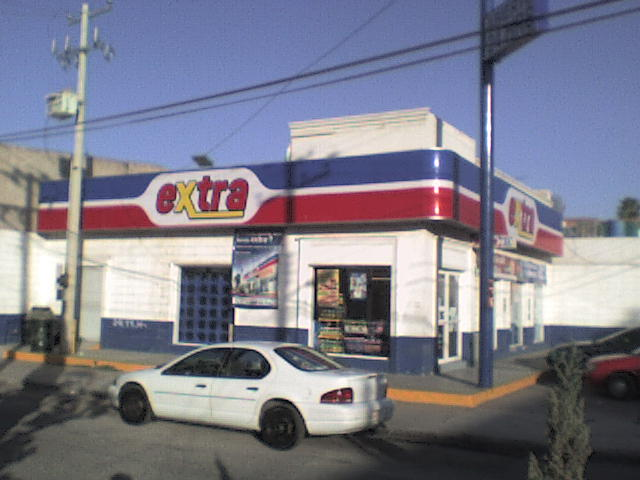
Sucursal en Ciudad Lerdo, Durango

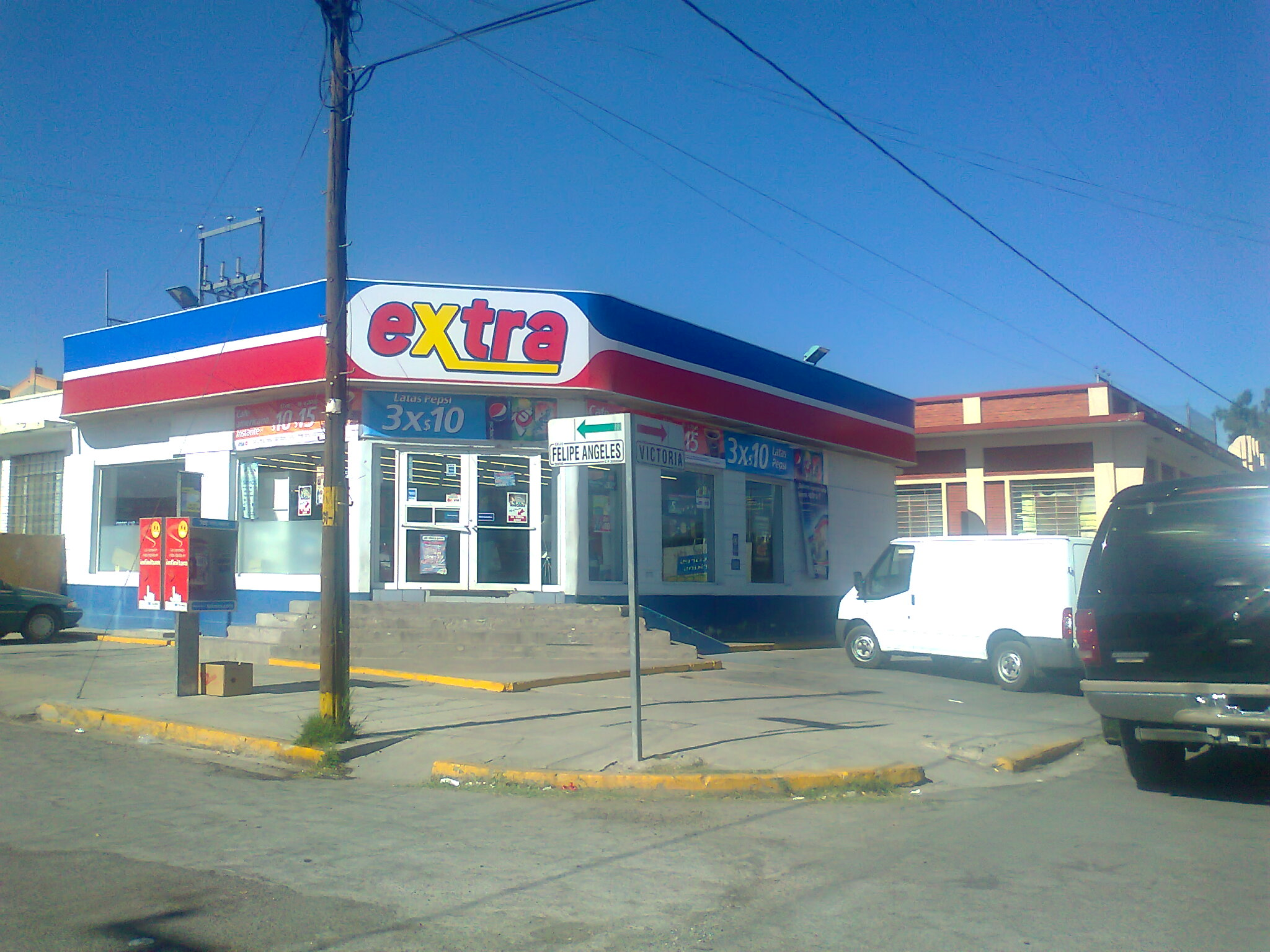
Sucursal en Gómez Palacio, Durango

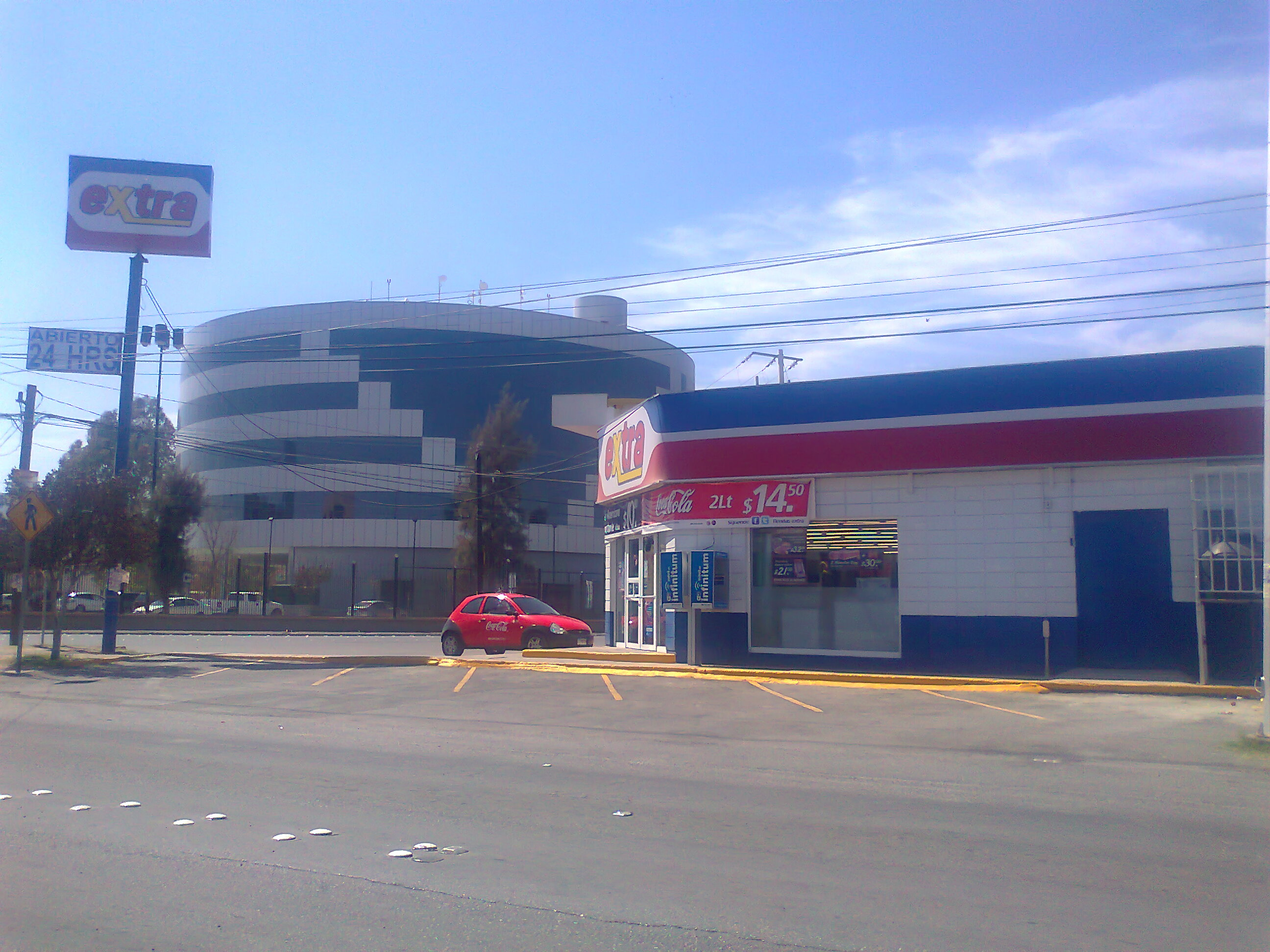
Sucursal en Torreón, Coahuila

Tiendas Extra, S.A. de C.V., fue una cadena mexicana de tiendas de conveniencia propiedad de Grupo Modelo, fundada en el año 1993 en la Ciudad de México, posteriormente adquirida por Circle K.
Grupo Modelo, controlada por el gigante Anheuser-Busch InBev, alcanzó un acuerdo con Circle K el 10 de febrero del año 2014 para venderle su negocio de tiendas de conveniencia Extra, que contaba con aproximadamente mil sucursales en el país.
En el año 2007, la cadena cerró 650 tiendas alrededor del país,por lo que posteriormente en el año del 2009, empezó un plan de reestructuración, competía principalmente con Oxxo de FEMSA, 7-Eleven de Casa Chapa, SuperCity de Organización Soriana y Circle K, quién posteriormente adquiriría a esta empresa.
En el año 2017, la cadena cerró todas sus tiendas en el país para dar paso a la nueva cadena comercial de tiendas de conveniencia llamadas Circle K, y desde ese entonces, las tiendas anteriormente conocidas como Tiendas Extra pasan a formar parte de Circle K.Por lo que dicho a esto Circle K incrementa su número de sucursales en el país mexicano, debido a la compra de Extra a Circle K convirtiendo todas sus sucursales en Circle K hasta el año 2019 acabó dicho proceso.
Actualmente opera como cadena independiente de Grupo Modelo con sólo apenas 9 sucursales en el Estado de México y Ciudad de México.